# Campeonato Rondoniense de Futebol - Segunda Divisão
O Campeonato Rondoniense de Futebol da Segunda Divisão é a divisão de acesso ao Campeonato Rondoniense de Futebol. Começou a ser disputado em 2005, tendo como primeiro campeão o Sport Club Ulbra Ji-Paraná. Desde então a competição é marcada por altos e baixos, geralmente com poucas equipes disputando e média de público insignificante. Em 2010 a competição nem sequer foi disputada e, em 2011, coroou o retorno de dois importantes clubes do interior: o Ji-Paraná Futebol Clube e a Sociedade Esportiva União Cacoalense.
No ano de 2014 a competição foi suspensa, por tempo indeterminado, devido a falta de participantes.
Assim como em 2014, a competição também foi suspensa em 2018 e 2019, devido a falta de participantes, e por isso as três equipes que se inscreveram Barcelona-RO, Guajará e Pimentense. subiram automaticamente.
em 2023 O campeonato marcou os retornos dos clubes Barcelona-RO, Pimentense e Vilhena às competições oficiais da Federação de Futebol do Estado de Rondônia, destaque para o VEC penta campeão Rondoniense.

## Era Amadora

### Lista de campeões
| Campeonato Municipal de Porto Velho de Futebol - Segunda Divisão |                   |                        |                     |                   |                   |              |
| Ano                                                              | Liga              | Campeão                | Vice-Campeão        | Terceiro Lugar    | Quarto Lugar      |              |
| 1945-1967                                                        | Desconhecido      | desconhecido           | Desconhecido        |                   |                   |              |
| 1967                                                             | D.A.F.A           | União Esporte Clube    | desconhecido        | desconhecido      | desconhecido      |              |
| 1967-1975                                                        | C.M.P.V.S.D       | Desconhecido           | Desconhecido        | Desconhecido      | Desconhecido      | Desconhecido |
| 1975 Detalhes                                                    | C.M.P.V.S.D       | Nacional esporte clube | São Francisco       | Desconhecido      | Desconhecido      |              |
| 1976 e 1977                                                      | C.M.P.V.S.D       | Desconhecido           | Desconhecido        | Desconhecido      | Desconhecido      | Desconhecido |
| 1978 Detalhes                                                    | C.M.P.V.S.D       | Mixto                  | Desconhecido        | Desconhecido      | Desconhecido      |              |
| 1979                                                             | C.M.P.V.S.D       | Desconhecido           | Desconhecido        | Desconhecido      | Desconhecido      | Desconhecido |
| 1980 Detalhes                                                    | C.M.P.V.S.D       | Mixto                  | Desconhecido        | Desconhecido      | Desconhecido      |              |
| 1981 Detalhes                                                    | C.M.P.V.S.D       | Mixto                  | Desconhecido        | Desconhecido      | Desconhecido      |              |
| 1982 Detalhes                                                    | C.M.P.V.S.D       | Mixto                  | Comercial Palmeiras | América           | Desconhecido      |              |
| 1983 Detalhes                                                    | C.M.P.V.S.D       | Comercial Palmeiras    | Operário            | CRAC              | Desconhecido      |              |
| 1984 Detalhes                                                    | C.M.P.V.S.D       | Operário               | Desconhecido        | Desconhecido      | Desconhecido      |              |
| 1985 e 1986                                                      | Não houve disputa | Não houve disputa      | Não houve disputa   | Não houve disputa | Não houve disputa |              |
| 1987                                                             | C.M.P.V.S.D       | Desconhecido           | Desconhecido        | Desconhecido      | Desconhecido      | Desconhecido |
| 1988                                                             | Não houve disputa | Não houve disputa      | Não houve disputa   | Não houve disputa | Não houve disputa |              |
| 1989 e 1990                                                      | C.M.P.V.S.D       | Desconhecido           | Desconhecido        | Desconhecido      | Desconhecido      | Desconhecido |

Legenda:
- C.M.P.V.S.D - Campeonato Municipal de Porto Velho da Segunda Divisão - Era amadora
- D.A.F.A - Departamento autônomo de futebol Amador

Obs: A Federação de Futebol do Estado de Rondônia não reconhece oficialmente  estes Campeonatos Municipais de Porto Velho da Segunda Divisão como Campeonato Rondoniense da Segunda Divisão. É reconhecido de maneira oficial apenas os campeonatos realizados na era profissional desde 1991.

### Títulos por equipe
| Equipe              | Cidade      | Campeão                     | Vice-Campeão | Terceiro Lugar | Quarto Lugar |
| ------------------- | ----------- | --------------------------- | ------------ | -------------- | ------------ |
| Mixto               | Porto Velho | 4 (1978, 1980, 1981 e 1982) | 0            | 0              | 0            |
| Comercial Palmeiras | Porto Velho | 1 (1983)                    | 1 (1982)     | 0              | 0            |
| Operário            | Porto Velho | 1 (1984)                    | 1 (1983)     | 0              | 0            |
| São Francisco       | Porto Velho | 0                           | 1 (1975)     | 0              | 0            |
| América             | Porto Velho | 0                           | 0            | 1 (1982)       | 0            |
| CRAC                | Porto Velho | 0                           | 0            | 1 (1983)       | 0            |

## Era profissional

### Lista de campeões
| Campeonato Rondoniense de Futebol - Segunda Divisão | Campeonato Rondoniense de Futebol - Segunda Divisão | Campeonato Rondoniense de Futebol - Segunda Divisão | Campeonato Rondoniense de Futebol - Segunda Divisão | Campeonato Rondoniense de Futebol - Segunda Divisão | Campeonato Rondoniense de Futebol - Segunda Divisão |
| Ano                                                 | Liga                                                | Campeão                                             | Vice-Campeão                                        | Terceiro Lugar                                      | Quarto Lugar                                        |
| --------------------------------------------------- | --------------------------------------------------- | --------------------------------------------------- | --------------------------------------------------- | --------------------------------------------------- | --------------------------------------------------- |
| 2005                                                | C.R.S.D.                                            | Ulbra Ji-Paraná                                     | Grêmio Esportivo                                    | Jaruense                                            | Rolim de Moura                                      |
| 2006                                                | C.R.S.D.                                            | Jaruense                                            | Ariquemes                                           | Rolim de Moura                                      | Moto Clube                                          |
| 2007                                                | C.R.S.D.                                            | Ariquemes                                           | Rolim de Moura                                      | Moto Clube                                          | Cruzeiro                                            |
| 2008                                                | C.R.S.D.                                            | Espigão                                             | Shallon                                             | Ji-Paraná                                           | Cruzeiro                                            |
| 2009                                                | C.R.S.D.                                            | Moto Clube                                          | Ji-Paraná                                           | Cruzeiro                                            | União Cacoalense                                    |
| 2010                                                | Não houve disputa                                   | Não houve disputa                                   | Não houve disputa                                   | Não houve disputa                                   |                                                     |
| 2011                                                | C.R.S.D.                                            | Ji-Paraná                                           | União Cacoalense                                    | Real Desportivo                                     | Pimentense                                          |
| 2012 Detalhes                                       | C.R.S.D.                                            | Pimentense                                          | Santos Porto Velho                                  | Não houve                                           | Não houve                                           |
| 2013                                                | C.R.S.D.                                            | União Cacoalense                                    | Não houve                                           | Não houve                                           | Não houve                                           |
| 2014 a 2020                                         | Não houve disputa                                   | Não houve disputa                                   | Não houve disputa                                   | Não houve disputa                                   | Não houve disputa                                   |
| 2021 Detalhes                                       | C.R.S.D.                                            | Pimentense                                          | Genus                                               | Não houve                                           | Não houve                                           |
| 2022                                                | C.R.S.D.                                            | Vilhenense                                          | Ji-Paraná                                           | Guaporé                                             | Não houve                                           |
| 2023 Detalhes                                       | C.R.S.D.                                            | Vilhena                                             | Barcelona-RO                                        | Rondoniense                                         | Pimentense                                          |
| 2024                                                | C.R.S.D.                                            | Guaporé                                             | Rolim de Moura                                      | Não houve                                           | Não houve                                           |

Legenda:
- C.R.S.D. - Campeonato Rondoniense da Segunda Divisão - Era profissional

### Títulos por equipe
| Equipe             | Cidade          | Campeão         | Vice-Campeão    | Terceiro Lugar | Quarto Lugar    |
| ------------------ | --------------- | --------------- | --------------- | -------------- | --------------- |
| Pimentense         | Pimenta Bueno   | 2 (2012 e 2021) | 0               | 0              | 2 (2011 e 2023) |
| Ji-Paraná          | Ji-Paraná       | 1 (2011)        | 2 (2009 e 2022) | 1 (2008)       | 0               |
| União Cacoalense   | Cacoal          | 1 (2013)        | 1 (2011)        | 0              | 1 (2009)        |
| Ariquemes          | Ariquemes       | 1 (2007)        | 1 (2006)        | 0              | 0               |
| Guaporé            | Rolim de Moura  | 1 (2024)        | 0               | 1 (2022)       | 0               |
| Jaruense           | Jaru            | 1 (2006)        | 0               | 1 (2005)       | 0               |
| Moto Clube         | Porto Velho     | 1 (2009)        | 0               | 0              | 1 (2006)        |
| Ulbra Ji-Paraná    | Ji-Paraná       | 1 (2005)        | 0               | 0              | 0               |
| Espigão            | Espigão d'Oeste | 1 (2008)        | 0               | 0              | 0               |
| Vilhenense         | Vilhena         | 1 (2022)        | 0               | 0              | 0               |
| Vilhena            | Vilhena         | 1 (2023)        | 0               | 0              | 0               |
| Rolim de Moura     | Rolim de Moura  | 0               | 2 (2007 e 2024) | 1 (2006)       | 1 (2005)        |
| Grêmio Esportivo   | Espigão d'Oeste | 0               | 1 (2005)        | 0              | 0               |
| Shallon            | Porto Velho     | 0               | 1 (2008)        | 0              | 0               |
| Santos Porto Velho | Porto Velho     | 0               | 1 (2012)        | 0              | 0               |
| Barcelona-RO       | Vilhena         | 0               | 1 (2023)        | 0              | 0               |
| Cruzeiro           | Porto Velho     | 0               | 0               | 1 (2009)       | 2 (2007 e 2008) |
| Real Desportivo    | Ariquemes       | 0               | 0               | 1 (2011)       | 0               |
| Rondoniense        | Porto Velho     | 0               | 0               | 1 (2023)       | 0               |